# ویلی (بازیکن فوتبال)
ویلی هُرتِنسْیُو بَربُزا (به لاتین: Willie Hortencio Barbosa) (زادهٔ ۱۵ مه ۱۹۹۳ میلادی برابر با ۲۵ اردیبهشت ۱۳۷۲ خورشیدی)، که معمولاً به عنوان ویلی شناخته می شود، یک فوتبالیست برزیلی است که به عنوان یک مهاجم یا فوروارد برای باشگاه سروت بازی می‌کند. 